# Aula Foscoliana
L’Aula Foscoliana è una della aule storiche dell’università, progettato da Giuseppe Piermarini.

## Storia e descrizione
Nell’ambito della riforma dell’università promossa dall’imperatrice Maria Teresa, la sovrana incaricò Giuseppe Piermarini, nel 1770 nominato imperial regio architetto e ispettore delle fabbriche per tutta la Lombardia austriaca, di progettare nel 1775, tra il cortile medico e quello legale, una nuova aula destinata alle cerimonie di laurea. L’ambiente presenta una pianta rettangolare, interamente affrescata da Paolo Mescoli, sia sulle pareti, dove sono raffigurate cariati simboleggianti le materie insegnate nell’ateneo, sia sul soffitto, dove campeggia un grande ovale raffigurante Minerva e Mercurio. L’aula è arricchita dai due grandi ritratti a olio, realizzati da Hubert Maurer nel 1779, di Maria Teresa e di Giuseppe II, inviati da Vienna e pensati, fin dall’origine, come parte integrante della decorazione dell’ambiente. In quest’aula, che fu utilizzata fino al 1850 come aula magna dell’università, Ugo Foscolo, che aveva ottenuto la cattedra di Eloquenza presso l’ateneo, tenne, nel gennaio del 1809, la celebre orazione inaugurale Dell'origine e dell'ufficio della letteratura. Per tale ragione, l’aula fu dedicata al Foscolo.

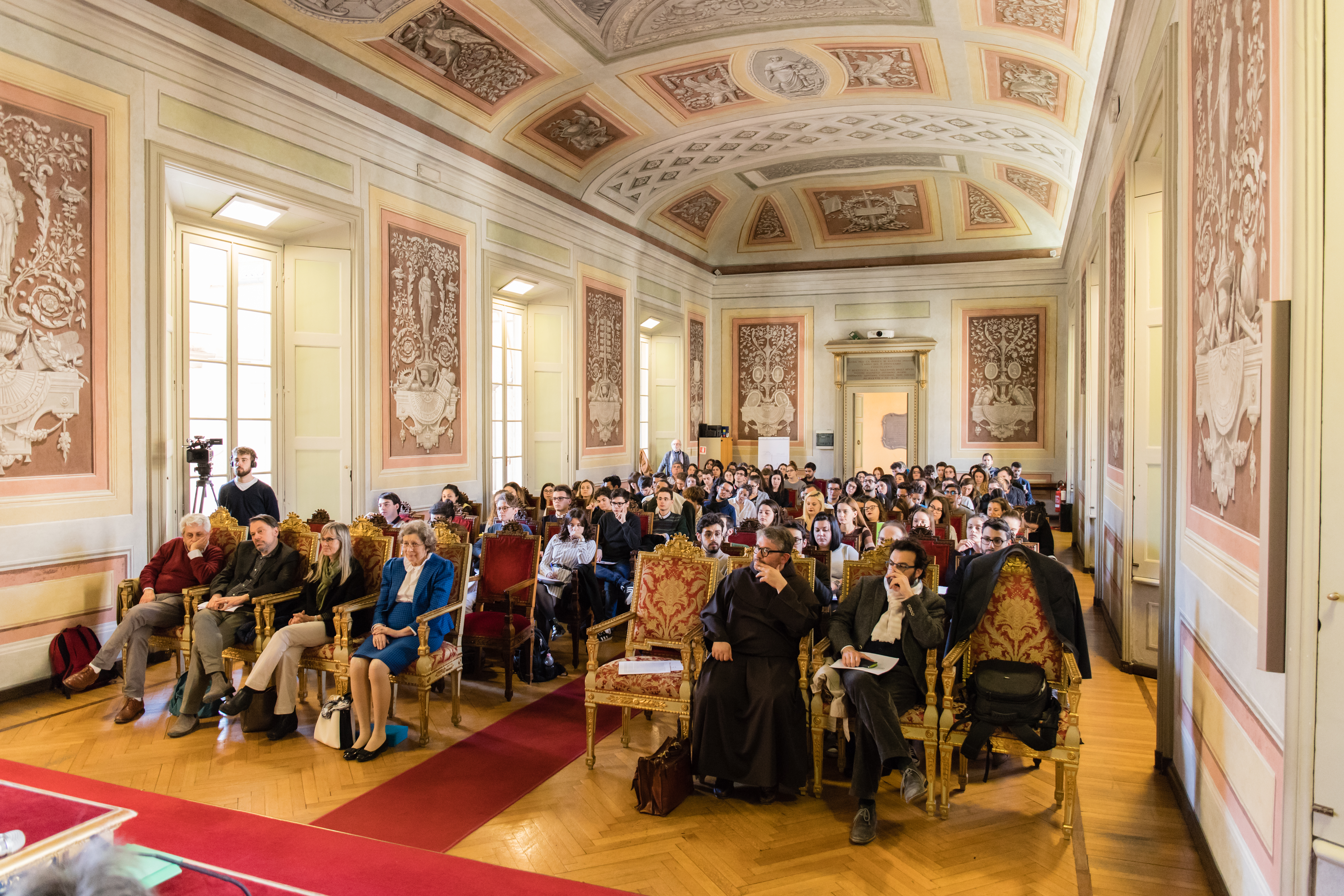
L'interno
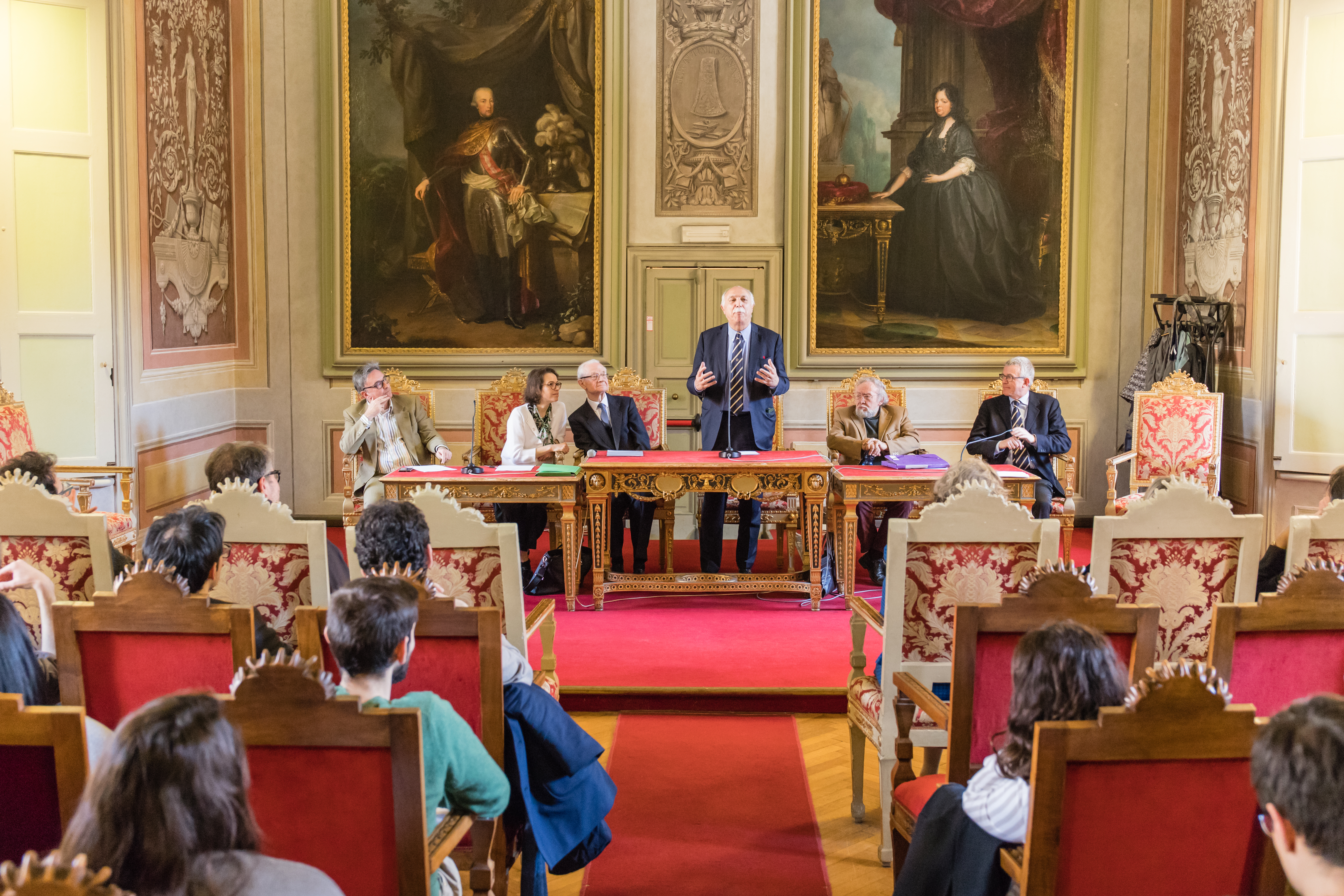
L'interno